# 哈利冰川
71°33′S 61°50′W / 71.550°S 61.833°W
哈利冰川（英語：Haley Glacier）是南極洲的冰川，位於帕爾默地，長15公里，流經羅利山北面，最終注入奧多姆灣，美國地質調查局在1974年繪入地圖，現時由南極條約體系管理。